# Joseph Ser
Pour les articles homonymes, voir Ser.
Joseph Ser, né le 3 décembre 1875 à Saint-Chaptes et mort le 7 avril 1965 à Fanjeaux, est un mathématicien français. 

## Biographie
Fils d'Antoine Louis Ser, percepteur des contributions directes, et de Marie Élisabeth Froment, son épouse, François Marie Joseph Ser naît à Saint-Chaptes en 1875.
Il a travaillé en théorie des nombres et sur les séries infinies. Il a également obtenu des résultats importants dans le domaine des séries factorielles. On connaît sa représentation en série de la constante d'Euler en termes tous rationnels. En 1926, Paul Appell l'utilisa dans une tentative avortée de démontrer l'irrationalité de la constante d'Euler.
De 1900 à 1954, il a publié 45 travaux, dont 4 monographies, chez Gauthier-Villars à Paris.
Il meurt en 1965 à Fanjeaux.

## Publications
- « Sur une expression de la fonction ζ(s) de Riemann », Comptes-rendus hebdomadaires des séances de l'Académie des Sciences, Paris, série 2, vol. 182, 1926, p. 1075–1077. Consultable à la BNF